# Прва српска комплетна Библија
Прва српска комплетна штампана Библија обухвата петокњижје објављено крајем XVIII века и комплетирано објављено 1804. године у Будиму.
Књиге се налазе и у Удружењу за културу, уметност и међународну сарадњу „Адлигат” као део збирке старих и занимљивих Библија.

## Историја
Пројекат штампања комплетне прве српске Библије отпочео је Стефан Новаковић у Бечу крајем XVIII столећа. За свој рад није имао благослов Српске православне цркве.
Новаковићу је током штампања нестало финансијских средстава.
Он је упутио молбу за помоћ карловачког патријарху, који није позитивио одговорио. Новаковић суочен са банкротом продаје комплетну штампарију са до пола одштампаном српском Библијом једном мађарском грофу, који табаке и штампарију даривао Универзитету у Будиму. Универзитет је завршио штампу прве комплетне српске Библије 1804.